# Creu de Sant Pere de Boixadors
La Creu de Sant Pere de Boixadors és una creu de terme de San Pere Sallavinera (Anoia) situada a l'esplanada de l'església de Sant Pere de Boixadors.
És una creu llatina de ferro situada damunt d'un fust de pedra de secció hexagonal la qual es sosté sobre una base de pedra de planta quadrada. Es desconeix l'emplaçament original de la creu.